# SEM 70
Der SEM 70 (offiziell Sender/Empfänger, mobil SEM 70) ist ein mobiles Sprechfunkgerät der Bundeswehr. Es ist für den VHF I-Frequenzbereich ausgelegt.

## Geschichte
Das SEM 70 wurde als erstes Gerät der Funkgerätefamilie A/VHF mit den Funkgeräten SEM 80 und SEM 90 von der Standard Elektrik Lorenz AG (heute Teil der Thales Group) ab Mitte der 1970er Jahre entwickelt. Die Geräte sollten die Nachfolge der bis dahin genutzten Funkgerätegeneration SEM 25 / SEM 35 antreten. Im Jahr 1979 erfolgte eine einjährige Truppenerprobung und nach der Serienreife im Jahr 1982 wurden die ersten Geräte 1984 an die Bundeswehr ausgeliefert.
Die Exportversionen der Funkgerätefamilie A/VHF tragen die Bezeichnungen SEM 170 bis 190. Bei diesen Exportgeräten ist im Unterschied zu den Bundeswehrversionen keine automatische Kanalwahl und kein NEMP-Schutz vorhanden.

## Gerät
Das Gerät verfügt über eine Handwahl (HW) mit fest eingestellten Frequenzen oder kann auf eine automatische Kanalwahl (AKW) per Frequenzspeicher umgestellt werden. Getragen wird das SEM 70 meist in einer Art Tornister auf dem Rücken. Das Gerät sendet analog in Frequenzmodulation (FM) mit 5 kHz Hub / 25 kHz maximaler Bandbreite.
Das Gerät kann mit einem zweiten SEM 70 und einem Relaisstellenzusatz (RSZ 70) als Relais betrieben werden.

### Baugruppen
1. Grundgerät (A/VHF)
2. Antennenanpassteil
3. Batteriebehälter
4. Handapparat
5. Anschlusskabel
6. Blattantenne (lang) mit Antennenfuß
7. Blattantenne (kurz)
8. Tragetasche mit elektrischem Gegengewicht